# Kąty (rejon smorgoński)
Kąty (biał. Куты; ros. Куты) − wieś na Białorusi, w obwodzie grodzieńskim, w rejonie smorgońskim, w sielsowiecie Krewo.

## Historia
W czasach zaborów wieś i folwark w gminie Krewo, w powiecie oszmiańskim, w guberni wileńskiej Imperium Rosyjskiego. W 1866 roku folwark należał do Achmatowiczów. W 1905 roku wieś liczyła 126 mieszkańców, 24 dziesięcin.
W latach 1921–1945 wieś Katy i folwarki Kąty I, Kąty II, Kąty III i Kąty IV leżały w Polsce, w województwie wileńskim, w powiecie oszmiańskim, w gminie Krewo.
W 1931:
- wieś Kąty w 26 domach zamieszkiwały 132 osoby[3].
- folwark Kąty I w 1 domu zamieszkiwało 6 osób[3].
- folwark Kąty II w 2 domach zamieszkiwało 11 osób[3].
- folwark Kąty III w 1 domu zamieszkiwały 3 osoby[3].
- folwark Kąty IV w 2 domach zamieszkiwało 15 osób[3].

Wierni należeli do parafii rzymskokatolickiej w Krewie. Miejscowość podlegała pod Sąd Grodzki w Smorgoniach i Okręgowy w Wilnie; właściwy urząd pocztowy mieścił się w Krewie.
Po II wojnie światowej w granicach Związku Sowieckiego. Od 1991 w niepodległej Białorusi.